# سم‌شناسی آبزیان

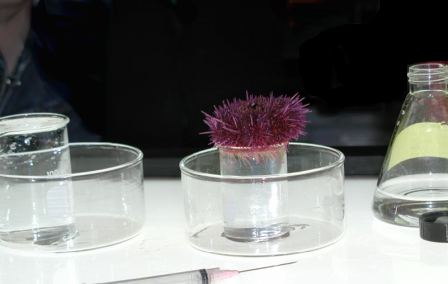
یک توتیای دریایی بنفش در حال آزمایش برای آلودگی با استفاده از روش سمیت کل پساب.

سم‌شناسی آبزیان (به انگلیسی: Aquatic toxicology)، مطالعه اثر مواد شیمیایی ساخته‌شده و دیگر مواد و فعالیت‌های انسانی و طبیعی بر جانداران آبزی در سطوح مختلف سازمانی، از درون سلولی گرفته تا جانداران فردی تا جوامع و اکوسیستم‌ها است. سم‌شناسی آبزیان یک رشته چندرشته‌ای است که سم‌شناسی، بوم‌شناسی آب و شیمی آب را درهم ادغام می‌کند.